# Бринцов
Бринцов (њем. Brünzow) општина је у њемачкој савезној држави Мекленбург-Западна Померанија. Једно је од 89 општинских средишта округа Остфорпомерн. Према процјени из 2010. у општини је живјело 685 становника. Посједује регионалну шифру (AGS) 13059011.

## Географски и демографски подаци
Бринцов се налази у савезној држави Мекленбург-Западна Померанија у округу Остфорпомерн. Општина се налази на надморској висини од 5 метара. Површина општине износи 16,1 km². У самом мјесту је, према процјени из 2010. године, живјело 685 становника. Просјечна густина становништва износи 42 становника/km².